# Ancistrorhynchus obovata
Espèce
Ancistrorhynchus obovata Stévart est une espèce de plantes à fleurs de la famille des Orchidaceae et au genre Ancistrorhynchus, présente au Cameroun et au Gabon.

## Biologie
Cette herbe épiphyte possède une tige courte et épaisse, des feuilles inégalement bilobées au sommet, une inflorescence dense, en racème capituliforme, des fleurs de petite taille.[réf. nécessaire]

## Distribution
Relativement rare, l'espèce n'a été collectée que sur deux sites, par René Letouzey à Nyabessang, à 50 km au sud-est de Kribi, dans la région du Sud au Cameroun, et par Tariq Stévart dans les monts de Cristal au Gabon.

## Écologie
Elle se développe  en forêt mixte atlantique centrale et semi-caducifoliée à une altitude d'environ 400 m.